# Локална група галаксија
Локална група галаксија представља скуп од тридесетак гравитационо повезаних галаксија коме припада и Млечни пут. Грубо узевши, Локалној групи припадају галаксије које се налазе на око 1 мегапарсек од Млечног пута. Међутим, близина Млечном путу није довољан услов за сврставање неке галаксије у Локалну групу, неопходно је да та галаксија буде гравитационо повезана са Групом (односно да њена брзина не буде таква да ће је у неком тренутку одвести изван окружења Локалне групе). Осим Млечног пута, спиралне галаксије Андромеда, спиралне галаксије Троугао и Мафеји 1, сви остали чланови Групе су патуљасте галаксије.

## Откриће
Неколико галаксија изван Млечног пута је видљиво голим оком на ноћном небу, као „маглине“, али дуго није било јасно да ли су то само облаци материје унутар Млечног пута, или су појаве ван њега. Дуго се мислило да су све појаве на небу унутар Млечног пута, али од средине 18. века неки истраживачи као Имануел Кант говорили су да постоје ван Млечног пута сличне заједнице звезда (галаксије). После прављења већих телескопа, у неким „маглинама“ (М31, М33, NGC 6822), амерички астроном Едвин Хабл је могао приметити појединачне звезде, а открио је и цефеиде међу њима. Цефеиде су омогућиле да процени њихову удаљеност и показало се да су то појаве које се не налазе у Млечном путу, већ да су далеко од њега и да представљају делове других галаксија. Даље је, 1929. године, показао да се галаксије удаљују од Млечног пута брзином која је пропорционална њиховој удаљености (ширење свемира). Међутим, показао је и да се неке галаксије налазе знатно ближе Млечном путу, и назвао их је Локална група галаксија, термином који је први пут употребио 1936. године у књизи Царство маглина („The Realm of the Nebulae“).

## Чланови локалне групе
Главни чланови Локалне групе су Млечни пут, галаксија Андромеда, галаксија Троугао и Мафеји 1. Остали чланови су елиптични и неправилни патуљци — сателити главних галаксија. Галаксије Андромеда и Троугао су најудаљенији објекти видљиви голим оком, а осим њих (и Млечног пута), од чланова Локалне групе једино су још Велики и Мали Магеланов облак видљиви голим оком.
Прва галаксија Локалне групе која је откривена телескопски је била М32. У време кад је Хабл сковао термин Локална група, било је познато 11 галаксија за које данас знамо да припадају Групи. Данас су познате 43 галаксије које су највероватније чланови Локалне групе, међутим, у одређивању чланства у постоје два проблема. Први је тај што многе патуљасте галаксије имају низак површински сјај, па је могуће да постоји доста чланова групе које постојећом опремом нисмо у могућности да откријемо. Осим тога, сам Млечни пут нам заклања простор иза себе. С друге стране, неке галаксије могу бити само физички у простору који заузима Локална група, а да нису за њу везане гравитационо — што се може установити једино познавањем њихове брзине, коју није једноставно одредити.
Галаксију Мафеји 1 (Maffei 1) је открио италијански астроном Паоло Мафеји 1968. године у Касиопеји, у близини диска Млечног пута. С обзиром на то да међузвездана материја из Млечног пута отежава посматрање ове галаксије, није сигурно да ли се ради о елиптичној или спиралној галаксији, као ни да ли припада Локалној и Мафеји групи. Друге галаксије које је Мафеји открио у овом региону сигурно не припадају Локалној групи.
Постојећим инструментима, могуће је разлучити звезде у неколико галаксија Локалне групе.

### Подгрупа Млечног пута
Млечни пут, галаксија којој припада и Сунчев систем, највећа је галаксија своје подгрупе. Мање је луминозна од галаксије Андромеда, али није јасно да ли је и мање масивна — постоје индиције да Млечни пут садржи више тамне материје од М31, довољно да буде најмасивнија у Локалној групи.
Велики и Мали Магеланов облак су највеће галаксије ове подгрупе после Млечног пута. Виде се само са јужне хемисфере. Снажно гравитационо интерагују међусобно као и са Млечним путем. Ова интеракција се огледа у постојању облака неутралног гаса (Магеланска струја, енгл. Magelanic Stream) који спаја све три галаксије протежући се преко 300.000 светлосних година. Оба Магеланова облака су класификована као неправилне галаксије, мада постоје индиције да се у Великом Магелановом облаку налазе слабо дефинисани спирални краци, као и централна пречка састављена од старих звезда. Магеланови облаци су значајни јер садрже све врсте објеката — звезде од патуљастих до џинова, двојне и вишеструке звезде, расејана и глобуларна јата, маглине, нове, а у Великом магелановом облаку је детектована и једна од најскоријих супернових — 1987А. Због тога је већина савремених великих земаљских телескопа направљена на јужној хемисфери. Детаљни модели динамичке еволуције подгрупе Млечног пута показују да ће оба Магеланова облака бити „усисана“ у Млечни пута током наредних неколико милијарди година.
Најближа галаксија Млечном путу је патуљаста елиптична галаксија Стрелац (SagDEG, не треба је мешати са патуљастом неправилном галаксијом Стрелац — SagDIG). Лежи на 800.000 светлосних година од Сунца а на 500.000 светлосних година од центра Млечног пута. Период орбите SagDEG око Млечног пута износи мање од милијарду година, и значајно је издужена у смеру ка језгру Млечног пута (који ће након довољно времена „усисати“ све звезде ове галаксије). SagDEG садржи око милион звезда, од којих су многе црвени џинови, а овој галаксији NGC 6822највероватније припада и глобуларно јато М54.
| Галаксија              | Година открића | Ректасцензија | Деклинација | Тип | Удаљеност () | Луминозност (·106 ☉) | Маса (·106 М☉) |
| ---------------------- | -------------- | ------------- | ----------- | --- | ------------ | -------------------- | -------------- |
| Млечни пут             | -              | 17h 45,7m     | -29° 01'    | или | 0,03         | 8300                 | 350.000        |
| Велики Магеланов облак | -              | 05h 23,6m     | -69° 45'    |     | 0,16         | 2100                 | 20.000         |
| Мали Магеланов облак   | -              | 00h 52,7m     | -72° 50'    |     | 0,19         | 580                  | 1000           |
| галаксија Стрелац      | 1994.          | 18h 55,1m     | -30° 29'    |     | 0,08         | 18                   | -              |
| галаксија Пећ          | 1938.          | 02h 40,0m     | -34° 27'    |     | 0,45         | 16                   | 68             |
| галаксија Лав I        | 1955.          | 10h 08,5m     | +12° 19'    |     | 0,81         | 4,8                  | 22             |
| галаксија Лав А        | 1942.          | 09h 59,4m     | +30° 45'    |     | 2,2          | 3,0                  | 11             |
| галаксија Вајар        | 1938.          | 01h 00,2m     | -33° 43'    |     | 0,26         | 2,2                  | 6,4            |
| галаксија Феникс       | 1976.          | 01h 51,1m     | -44° 27'    |     | 1,4          | 0,9                  | 33             |
| галаксија Лав II       | 1950.          | 11h 13,5m     | +22° 09'    |     | 0,66         | 0,6                  | 9,7            |
| галаксија Секстант     | 1990.          | 10h 13,1m     | -01° 37'    |     | 0,28         | 0,5                  | 19             |
| галаксија Прамац       | 1977.          | 06h 41,6m     | -50° 58'    |     | 0,33         | 0,4                  | 13             |
| галаксија Мали медвед  | 1955.          | 15h 09,2m     | +67° 13'    |     | 0,21         | 0,3                  | 23             |
| галаксија Змај         | 1955.          | 17h 20,3m     | +57° 55'    |     | 0,27         | 0,3                  | 22             |

### Подгрупа галаксије Андромеда
Андромедина подгрупа садржи 2 спиралне галаксије — саму галаксију Андромеда (М31) и галаксију Троугао. Обе галаксије садрже све астрономске објекте (укључујући преко 300 глобуларних јата у М31), а у Андромеди је забележена и једна супернова —  Андромеде — која је 1885. дошла до границе видљивости голим оком, али у то време се није знало да М31 није део Млечног пута. У међувремену је идентификован остатак ове супернове.
Галаксија Андромеда је доминантна галаксија Локалне групе, луминознија и (вероватно) масивнија од Млечног пута. У питању је добро дефинисана спирална галаксија класе Sb (мада ка нама окренута ивицом, тако да се не виде спирални краци), а новији снимци Хабла показују да има двоструко језгро. Млечни пут и Андромеда су се у прошлости удаљавали, али се сада приближавају једна другој, мада није извесно да ли ће доћи до колизије. Ако и дође до колизије, она се може десити тек за 8 - 10 милијарди година, мада је вероватније да ће обе галаксије наставити да орбитирају око заједничког центра масе као стабилан бинарни систем.
Најближи сателити М31 су елиптичне галаксије М32 и М110, које обе показују последице снажних плимских сила галаксије Андромеда. Неки модели динамичке еволуције Локалне групе показују да су и Магеланови облаци а можда и Лав  настали као сателити Андромеде, а да их је касније преузео Млечни пут.
Галаксија Троугао је приближно половине величине Млечног пута, и садржи око 10 милијарди звезда а луминозност јој је око 10% луминозности Андромеде. Језгро М33 је врло слабо ако уопште и постоји, а краци су раширени, што сврстава ову галаксију у Sc класу.
Галаксија IC 10 је најближи пример „starburst“ галаксије — галаксије у којој звезде настају тако брзим темпом да, када би се такав темпо одржао, сав водоник би био потрошен у времену краћем него што је тренутни животни век галаксије.
| Галаксија                 | Година открића | Ректасцензија | Деклинација | Тип | Удаљеност () | Луминозност (·106 ☉) | Маса (·106 М☉) |
| ------------------------- | -------------- | ------------- | ----------- | --- | ------------ | -------------------- | -------------- |
| галаксија Андромеда (М31) | -              | 00h 42,7m     | +41° 16'    |     | 2,5          | 25.000               | 700.000        |
| галаксија Троугао (М33)   | -              | 01h 33,9m     | +30° 40'    |     | 3,7          | 300                  | 30.000         |
| М32                       | 1749.          | 00h 42,7m     | +40° 52'    | Е2  | 2,6          | 380                  | 2120           |
| М110                      | 1864.          | 00h 40,4m     | +41° 41'    | Е5/ | 2,6          | 370                  | 740            |
|                           | 1895.          | 00h 20,4m     | +59° 18'    |     | 2,7          | 160                  | 1580           |
|                           | 1865.          | 00h 39,0m     | +48° 20'    |     | 2            | 130                  | 130            |
|                           | 1864.          | 00h 33,2m     | +48° 31'    |     | 2,3          | 130                  | 110            |
|                           | 1906.          | 01h 04,9m     | +02° 08'    |     | 2,3          | 64                   | 795            |
|                           | 1984.          | 04h 32,0m     | +63° 36'    |     | 4,2          | 9,1                  | -              |
| галаксија Андромеда VII   | 1998.          | 23h 26,5m     | +50° 42'    |     | 2,5          | 5,7                  | -              |
| галаксија Андромеда I     | 1972.          | 00h 45,7m     | +38° 00'    |     | 2,6          | 4,7                  | -              |
| галаксија Андромеда II    | 1972.          | 01h 16,5m     | +33° 26'    |     | 1,7          | 2,4                  | -              |
| галаксија Андромеда VI    | 1998.          | 23h 51,7m     | +27° 36'    |     | 2,7          | 1,4                  | -              |
|                           | 1978.          | 01h 03,9m     | +21° 53'    |     | 2,6          | 1,3                  | 13             |
| галаксија Андромеда III   | 1972.          | 00h 35,3m     | +36° 31'    |     | 2,5          | 1,1                  | -              |
|                           | 1998.          | 01h 10,3m     | +47° 38'    |     | 2,6          | 1,0                  | -              |

### Подгрупа
Ова подгрупа је јасно одвојена и од подгрупе Млечног пута и од подгрупе Андромеде.
| Галаксија            | Година открића | Ректасцензија | Деклинација | Тип | Удаљеност () | Луминозност (·106 ☉) | Маса (·106 М☉) |
| -------------------- | -------------- | ------------- | ----------- | --- | ------------ | -------------------- | -------------- |
|                      | 1864.          | 10h 03,1m     | -26° 10'    |     | 4,1          | 160                  | 6550           |
| галаксија Секстант А | 1942.          | 10h 11,1m     | -04° 43'    |     | 4,7          | 56                   | 395            |
| галаксија Секстант B | 1955.          | 10h 00,0m     | +05° 20'    |     | 4,4          | 41                   | 885            |
| галаксија Пупма      | 1985.          | 10h 04,1m     | -27° 20'    |     | 4,1          | 1,7                  | 12             |

### Облак Локалне групе
Облак Локалне групе (енгл. Local Group Cloud) чини развучени облак галаксија без доминантног члана.
| Галаксија                     | Година открића | Ректасцензија | Деклинација | Тип | Удаљеност () | Луминозност (·106 ☉) | Маса (·106 М☉) |
| ----------------------------- | -------------- | ------------- | ----------- | --- | ------------ | -------------------- | -------------- |
| Волф-Лундмарк-Мелот галаксија | 1923.          | 00h 02,0m     | -15° 28'    |     | 3,0          | 500                  | 150            |
|                               | 1864.          | 19h 44,9m     | -14° 48'    |     | 1,6          | 94                   | 1640           |
|                               | 1895.          | 22h 02,7m     | -51° 18'    |     | 5,2          | 70                   | 400            |
| галаксија Пегаз               | 1958.          | 23h 28,6m     | +14° 45'    |     | 3,1          | 12                   | 58             |
|                               | 1977.          | 19h 30,0m     | -17° 41'    |     | 3,4          | 6,9                  | 9,6            |
|                               | 1978.          | 23h 26,5m     | -32° 23'    |     | 4,3          | 5,3                  | -              |
| галаксија Водолија            | 1959.          | 20h 46,8m     | -12° 51'    |     | 2,6          | 0,8                  | 5,4            |
| галаксија Тукан               | 1985.          | 22h 41,8m     | -64° 25'    |     | 2,9          | 0,6                  | -              |

## Окружење Локалне групе
Две најближе групе Локалној групи су група галаксија Вајар и група галаксија Мафеји, које се налазе готово дијаметрално једна од друге у односу на Земљу. Обе групе снажно гравитационо интерагују са Локалном групом, а границе између ових група и Локалне групе није могуће прецизно одредити, па се галаксије из граничних области некад сврставају у Локалну групу, а други пут у Вајар односно Мафеји групу. Групом Вајар доминира спирална галаксија , а Мафеји групом М81, због чега се понекад назива и М81-Мафеји група. Група Вајар нема галаксија великих попут Андромеде или Млечног пута и значајно је мање масе од Локалне групе, па трпи јаке гравитационе ефекте и издужена је ка Локалној групи.
Први заиста велики сусед Локалној групи је галактичко јато Девица кога чини око 2000 галаксија и у коме се налази центар масе Локалног суперјата. Највећа галаксија јата у Девици је М87, џиновска елиптична галаксија која је и снажан радио-извор. М87 је такође занимљив због млаза материје који избацује.
- , спирална галаксија која доминира групом Вајар
- М81, спирална галаксија у Великом медведу која доминира Мафеји групом
- М87, џиновска елиптична галаксија која доминира јатом у Девици
- Млаз материје избачене из М87 у рендгенском, радио и видљивом делу спектра

## Значај Локалне групе
Док се уобичајено посматра зрачење које долази из удаљених галаксија како би се открило како је изгледао свемир и формирање звезда у раним стадијумима еволуције, дотле се проучавањем галаксија Локалне групе може открити како изгледају релативно старе звезде и галаксије, као и последице различитих процеса, укључујући колизије галаксија. Досадашња истраживања Локалне групе су показала да је у нормалним галаксијама настанак звезда и комплексан али и врло разнолик процес. Неке оближње патуљасте сфероидне галаксије се готово у потпуности састоје од звезда насталих непосредно након Великог праска, друге садрже звезде различите старости које су настајале поступно током еволуције галаксије. У патуљастим неправилним галаксијама звезде се формирају и данас, а у неким галаксијама звезде настају по први пут од формирања галаксије.
Што се тиче судара галаксија, већина судара се десила у давној прошлости, мада данас можемо да пратимо процес колизије (или припајања) Патуљасте елиптичне галаксије Стрелац и Магеланових облака са Млечним путом. Анализа ових судара/припајања би требало да помогне у осветљавању природе тамне материје као и услова у раном свемиру.